# Mugodschar-Gebirge

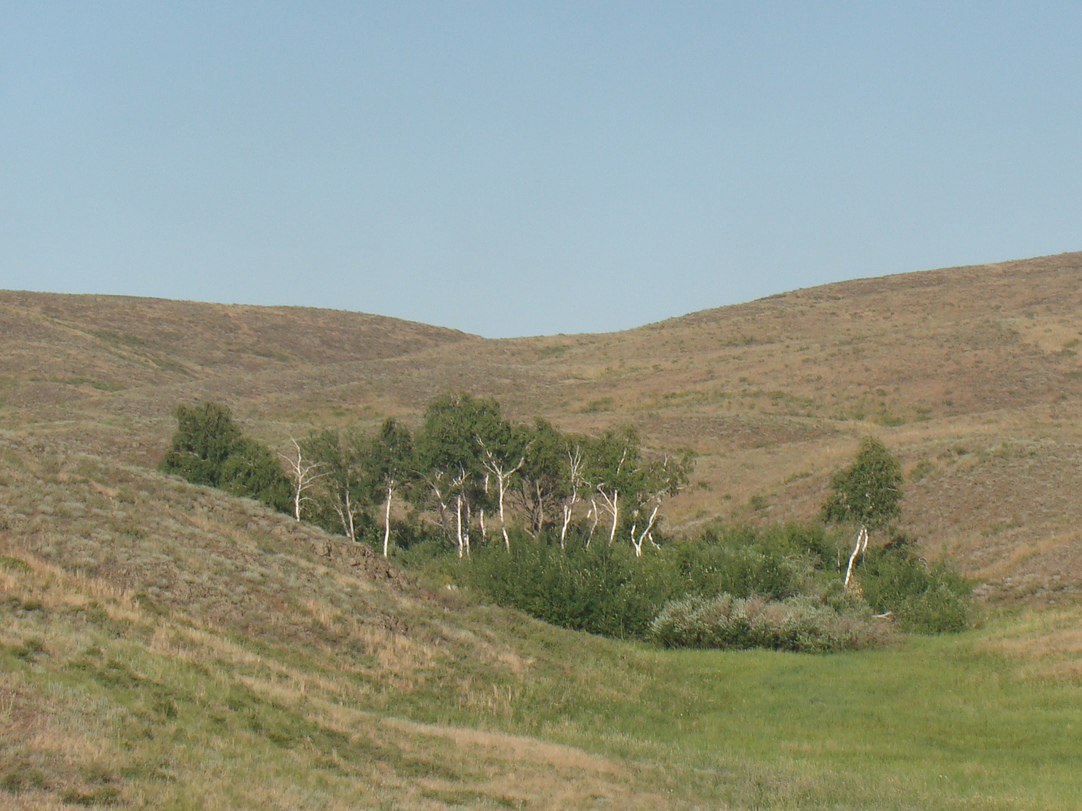
Birkenwäldchen

Das bis zu 657 m hohe Mugodschar-Gebirge (kasachisch Мұғалжар тауы, Muğaljar tawı) ist die südliche Fortsetzung des Uralgebirges im kasachischen Gebiet Aqtöbe.
Es erstreckt sich in Nord-Süd-Richtung über eine Länge von 200 km. Seine Breite beträgt 30 km. Der höchste Berg ist der Große Baktibai.
Das Mittelgebirge befindet sich zwischen dem Uralknie, also dem 90°-Knick des Flusses und damit dem Südende des Uralgebirges bei Orsk, im Norden und dem Nördlichen Aralsee im Süden. Dort verläuft es innerhalb der Kasachischen Steppe in Südwest-Nordost-Richtung.
Der Höhenzug bildet einen Teil der Wasserscheide zwischen Kaspischem Meer im Westen sowie den Resten des Aralsees und weiteren endorheischen Becken im Osten. Die Emba entspringt am Westhang des Mugodschar-Gebirges. Ihr Wasser fließt in Richtung Südwesten zum Kaspischen Meer. Weitere Flüsse, die im Mugodschar-Gebirge ihren Ursprung haben, sind Or und Irgis.